# Cornelius Nägler
Cornelius Nägler (* 2. Juni 1936 in Querfurt; † 18. November 2024) war ein deutscher Politiker (CDU). Er war von 1990 bis 1998 Mitglied im Landtag Sachsen-Anhalt.

## Ausbildung und Leben
Cornelius Nägler besuchte die Grundschule, Oberschule, Meisterschule und Agrar-Ingenieur-Schule und schloss die Ausbildung als Vermessungstechniker, Meister für Wasserwirtschaft und Agraringenieur ab. Cornelius Nägler, der römisch-katholischer Konfession war, war verheiratet und Vater zweier Kinder.

## Politik
Cornelius Nägler trat 1961 der Ost-CDU bei. Er wurde bei der ersten Landtagswahl in Sachsen-Anhalt 1990 im Landtagswahlkreis Merseburg II - Querfurt (WK 40) direkt in den Landtag gewählt. Bei der zweiten Landtagswahl 1994 konnte er sein Mandat verteidigen.